# 田口慶郷
田口 慶郷（たぐち よしさと、寛政10年6月24日〈1798年8月6日〉 - 慶應2年2月15日〈1866年3月31日〉）は、美濃国恵那郡付知村（現・岐阜県中津川市）出身の庄屋。私財を投じて「付知5大用水」と呼ばれる農業用水を築いた。通称は忠左衛門。

## 経歴

### 付知村の状況

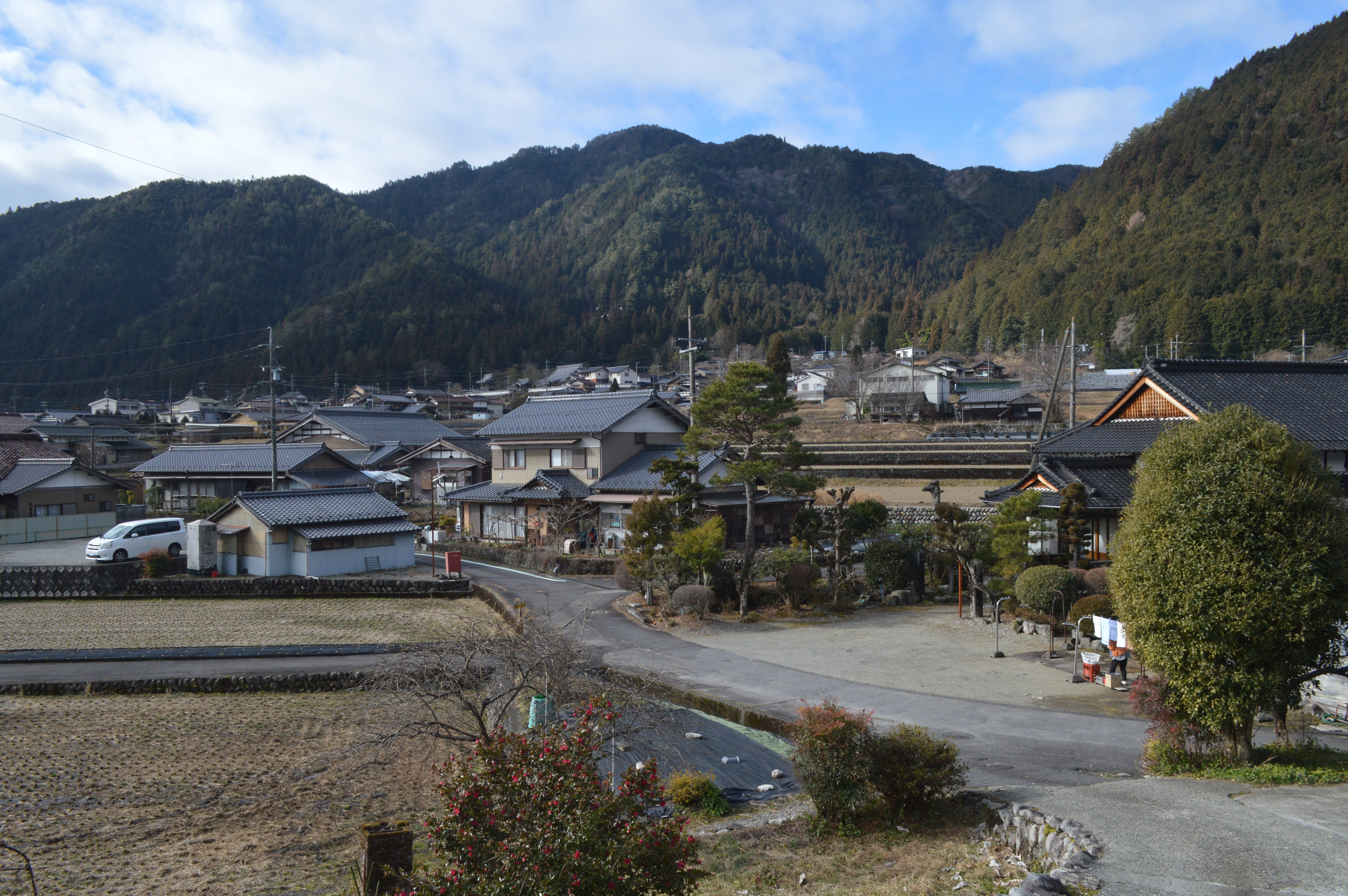
付知盆地

寛政10年（1798年）6月24日、美濃国恵那郡付知村（現・岐阜県中津川市）の庄屋の家に生まれた。父は田口慶良（よしなが）。田口家は苗木城主の苗木遠山氏の分家であり、付知村の庄屋と尾張藩林守役を代々務めていた。
付知村が尾張藩領となったのは元和元年（1615年）である。付知村には木曽川支流の付知川が流れているが、集落と川面の落差は約40メートルもあって水を得るのに苦労していた。水が乏しくても栽培できる麦や稗などが主食であり、草木の実・根・葉などを常食とする有様だった。天明2年（1782年）以降の天明の大飢饉では付知村でも多くの村人が飢え死にした。

### 先覚者の用水工事
文化5年（1808年）、曽利目の政右衛門は川西地区一帯への灌水の計画を立てた。まずは峠谷から白谷までの水路を開削したが、測量の未熟さが原因で水は流れなかった。続いて加子母猪の谷から水路の掘削を開始したが、借財がかさんで人夫集めにも窮するようになったことで、政右衛門は妻子を残して金策の旅に出て、ついには付知村に戻らなかった。
もともと付知村には黒川谷の支流から取水する荒井水（北用水）があり、寛政8年（1796年）に修復された記録がある。文化5年（1808年）、荒井水頭の丈右衛門は高さ約5尺・横幅4尺・水路幅2尺5寸の隧道の掘り抜きを伴う水路の開削を企て、黒鍬の勇次郎を工事責任者として工事に着手した。文化6年（1809年）4月16日、東濃地方では初とされる隧道の工事が完成し、荒井水の距離は約20分の1に短縮された。勇次郎の技術の高さは周辺地域にも広まり、いくつかの地域で隧道の工事を完成させている。

### 農業用水の開削

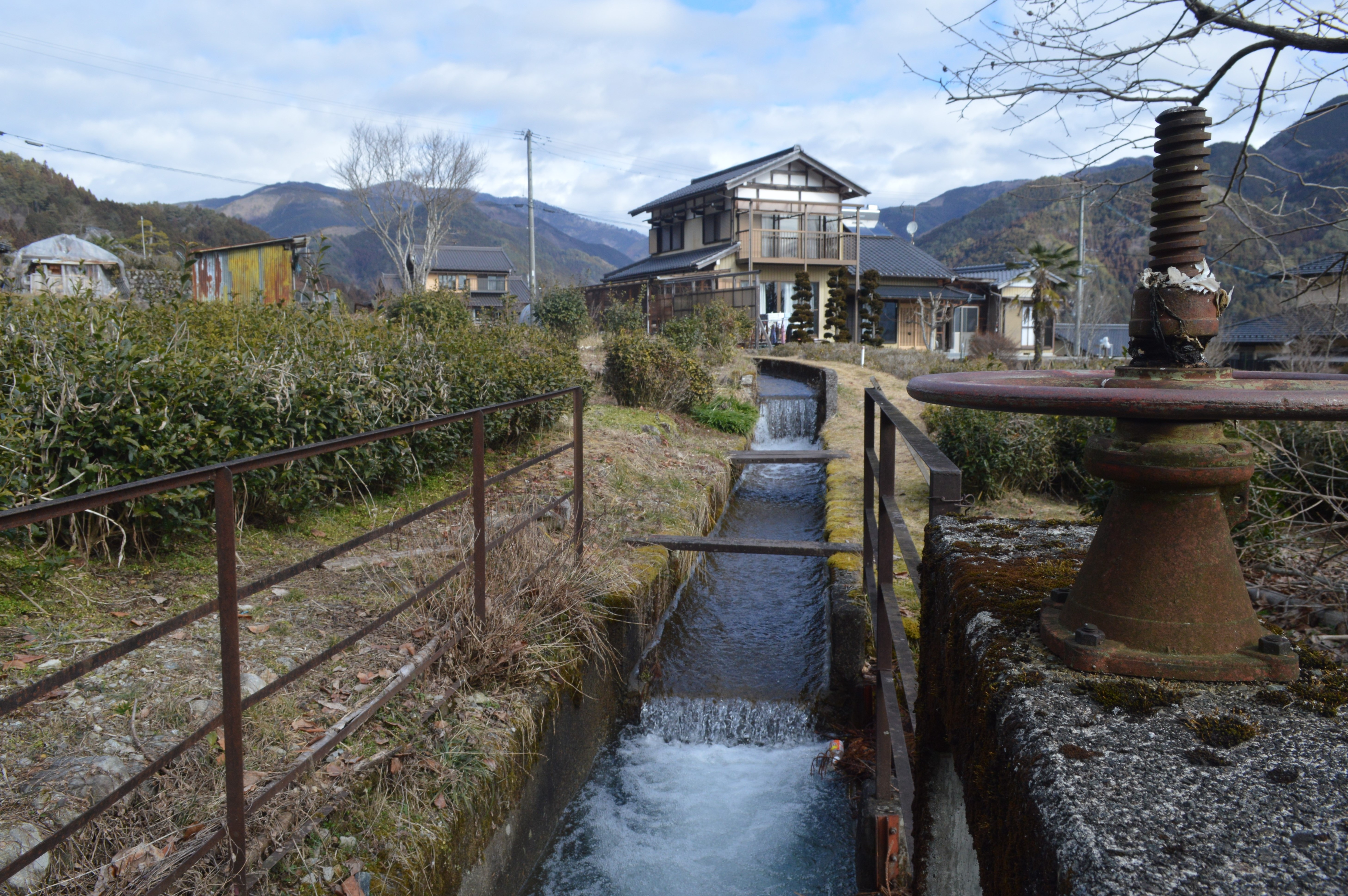
西股用水

田口慶郷は付知村の中央で付知川を堰き止めて取水する計画を立て、たびたび太田代官所に具申した。文政10年（1827年）には親類らに資金調達の協力を依頼し、さらに付知村の頭百姓らの協力も得て、同年9月4日に農業用水の開削に着手した。なお、測量や工事人夫頭は荒井水の隧道を完成させた勇二郎が担当している。
当初は10か年計画であり、地質の問題などから路線の変更がありながら、わずか2年7か月後の文政13年（1830年）3月15日、最初の用水である鱒淵用水が完成した。水路の幅は1.5メートル、長さは約9.6キロメートルであり、13か所のトンネルを有していた。武儀郡下有知（現・関市）で取水する曽代用水とともに、鱒淵用水は近世美濃国における二大用水とされている。
付知村には小規模な用水はいくつもあったが、田口慶郷はこれらを統合する大規模な用水の開削を計画した。天保元年（1830年）9月には猪ノ谷用水に着手して天保2年（1831年）2月に開通、嘉永3年（1850年）には西股用水・荏薙用水・宮沢用水に着手していずれも嘉永4年（1851年）に開通している。なお、田口家は弘化年間（1845年～1848年）、付知村における薬用人参の栽培においても中心的役割を果たしている。嘉永3年（1850年）には田口慶郷の子の田口慶成が庄屋に任じられた。
このようにして「付知5大用水」と呼ばれる用水路を完成させ、新たに55町7反余の新田が生まれた。田口慶郷が用水の建設に投じた金額は2万1642両であり、うち1万9622両は借金だった。尾張藩からは何度も表彰され、太田陣屋管内の大庄屋という格となった。文政11年（1828年）時点の付知村は水田6.35ヘクタール、畑15.57ヘクタールを有していたが、1898年（明治31年）には水田246.1ヘクタール、畑64.48ヘクタールとなった。

### 晩年

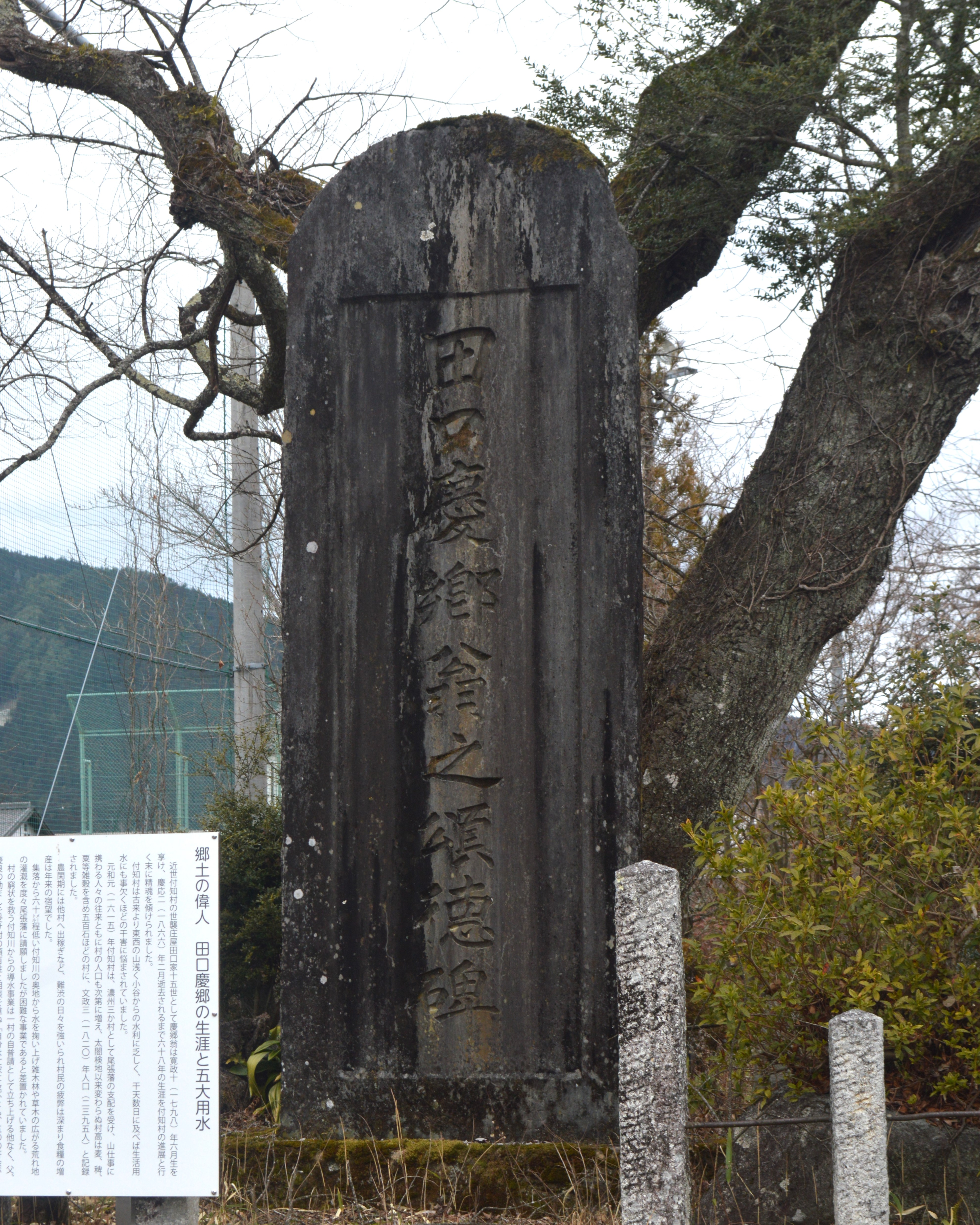
「田口慶郷翁之頌徳碑」

安政2年（1855年）3月には万人講を募り、護山神社の境内に籠所を建立した。晩年に尾張藩から入鹿池の水不足解消の方策を求められた際には、木曽川の本流から尾張国・三河国両国に水路を引く提言を行っている。田口慶郷の提言は1世紀以上後に完成する愛知用水に似通ったものだった。慶応2年（1866年）2月15日に病没した。村人は護山神社に田口神社を設けて霊を祀り、鱒淵用水が完成した3月15日を毎年の祭日とした。1928年（昭和3年）11月10日、従五位を追贈された。

### 死後
太平洋戦争後、団体営潅概排水事業によって鱒淵用水などの用水施設の改良が行われた。1955年（昭和30年）、付知町長によって中津川市立付知中学校に石碑「田口慶郷翁之頌徳碑」が建立された。
1992年（平成4年）には岐阜県博物館で田口慶郷も題材とする特別展が開催された。2021年（令和3年）11月、付知町まちづくり協議会によって石碑の説明看板が設置された。